# Fritz Michael Gerlich
Carl Albert Fritz Michael Gerlich (Stettino, 15 febbraio 1883 – Dachau, 30 giugno 1934) è stato un giornalista tedesco, nonché esponente della resistenza tedesca antinazista negli anni trenta. Fece parte dell'opposizione tedesca, assieme fra l'altro ai ragazzi della “Rosa Bianca” e al colonnello Claus Schenk von Stauffenberg, che si opposero pubblicamente al potere di Adolf Hitler.

## Biografia
Si trasferì a Monaco di Baviera per proseguire i suoi studi universitari: la sua formazione fu cristiano-liberale. Il 9 ottobre 1902 si sposò con Sofia Stempfle a Monaco e successivamente intraprese l'attività di giornalista. Dal 1920 al 1928 fu direttore del principale quotidiano della Baviera, il Münchner Neueste Nachrichten (predecessore dell'attuale Süddeutsche Zeitung). Fin dal 1923, dopo il tentativo di colpo di Stato di Adolf Hitler, Gerlich notò la crescente simpatia riscossa dal movimento nazista. Divenne pertanto uno dei principali critici del partito nazionalsocialista e un avversario di Hitler.
Nel 1927 conobbe la mistica Teresa Neumann, che gettò le basi per la sua futura conversione al cattolicesimo. Difatti, nel 1931, Gerlich si convertì dal calvinismo alla fede cattolica. Nel 1930 Gerlich rilevò la proprietà del settimanale Illustrierter Sontag che, nel 1932, mutò il proprio nome in Der Gerade Weg (La retta via), ove proseguì la campagna di stampa contraria al nazismo che aveva iniziato con la Domenica illustrata. La sua opposizione all'ideologia del nazionalsocialismo fu netta, tendente a svelarne le quotidiane violenze contro chi la contrastava.
Nel gennaio 1933 Hitler salì al potere; pochi mesi dopo, il 9 marzo, Gerlich fu arrestato dalle squadre d'assalto, le Sturmabteilung di Ernst Röhm, incarcerato nel campo di concentramento di Dachau nonché torturato. Il suo giornale venne bandito quattro giorni dopo. Gerlich non ebbe accuse, non fu mai processato; dopo 15 mesi di prigione, il 30 giugno 1934, durante la "notte dei lunghi coltelli" venne fucilato.

## Beatificazione
Il 17 dicembre 2017 l'Arcidiocesi di Monaco e Frisinga ha aperto la fase diocesana del processo di beatificazione per il riconoscimento del suo martirio. Da allora è Servo di Dio.

## Filmografia
La figura di Fritz Gerlich costituisce uno dei personaggi principali della miniserie del 2003 Il giovane Hitler, nel quale è interpretato da Matthew Modine.